# Satriani Live!
Satriani Live! dvostruki je uživo album američkog rock instrumentaliste Joe Satriania koji izlazi u listopadu 2006.g. Album se snima u svibnju na koncertu u Anaheimu, California. Uz CD dolazi i DVD kao bonus dodatak na kojem se nalazi video zapisi s koncerta.

## Popis pjesama

### Disk 1
1. "Redshift Riders" - 8:38
2. "The Extremist" - 3:40
3. "Flying in a Blue Dream" - 4:46
4. "Cool #9" - 8:02
5. "A Cool New Way" - 10:00
6. "Satch Boogie" - 5:18
7. "Super Colossal" - 4:17
8. "Just Like Lightnin'" - 5:00
9. "Ice 9" - 4:28
10. "One Robot's Dream" - 8:02

### Disk 2
1. "Ten Words" - 3:35
2. "The Mystical Potato Head Groove Thing" - 7:36
3. "The Meaning of Love" 4:59
4. "Made of Tears" - 10:23
5. "Circles" - 9:49
6. "Always with Me, Always with You" - 9:43
7. "Surfing with the Alien" - 7:48
8. "Crowd Chant" - 3:14
9. "Summer Song" - 9:11

### DVD popis
1. "Flying In A Blue Dream"
2. "The Extremist"
3. "Redshift Riders
4. "Cool #9
5. "A Cool New Way
6. "Satch Boogie
7. "Super Colossal
8. "Just Like Lightnin'
9. "Ice 9
10. "One Robot's Dream
11. "Ten Words
12. "The Mystical Potato Head Groove Thing
13. "The Meaning of Love
14. "Made of Tears
15. "Circles
16. "Always With Me, Always With You
17. "Surfing With The Alien
18. "Crowd Chant
19. "Summer Song

## Popis izvođača
- Joe Satriani - gitara
- Galen Henson - ritam gitara
- Dave LaRue - bas-gitara
- Jeff Campitelli - bubnjevi